# Жукова Балка
Жукова Балка (укр. Жукова Балка) — посёлок в Амвросиевском районе Донецкой области Украины. Находится под контролем самопровозглашенной Донецкой Народной Республики.

## География

#### Соседние населённые пункты по странам света
С: Котовского, Родники
СЗ: Трепельное, Елизавето-Николаевка, Металлист
СВ: Новоамвросиевка, Новоклиновка, Благодатное
З: Кутейниково
В: город Амвросиевка
ЮЗ: Войковский, 
ЮВ: Новоеланчик, Ленинское, Киселёвка
Ю: Ольгинское 

## Население
Население по переписи 2001 года составляло 129 человек.

## Общая информация
Почтовый индекс — 87330. Телефонный код — 6259. Код КОАТУУ — 1420682003.
Местный совет
87330, Донецкая область, Амвросиевский район, с. Благодатное, ул.Ленина, 26, 91-1-43

## Известные жители и уроженцы
- Скубченко, Пётр Сергеевич (род. 1937) — Герой Социалистического Труда.